# سید مهدی حسینی شیرازی

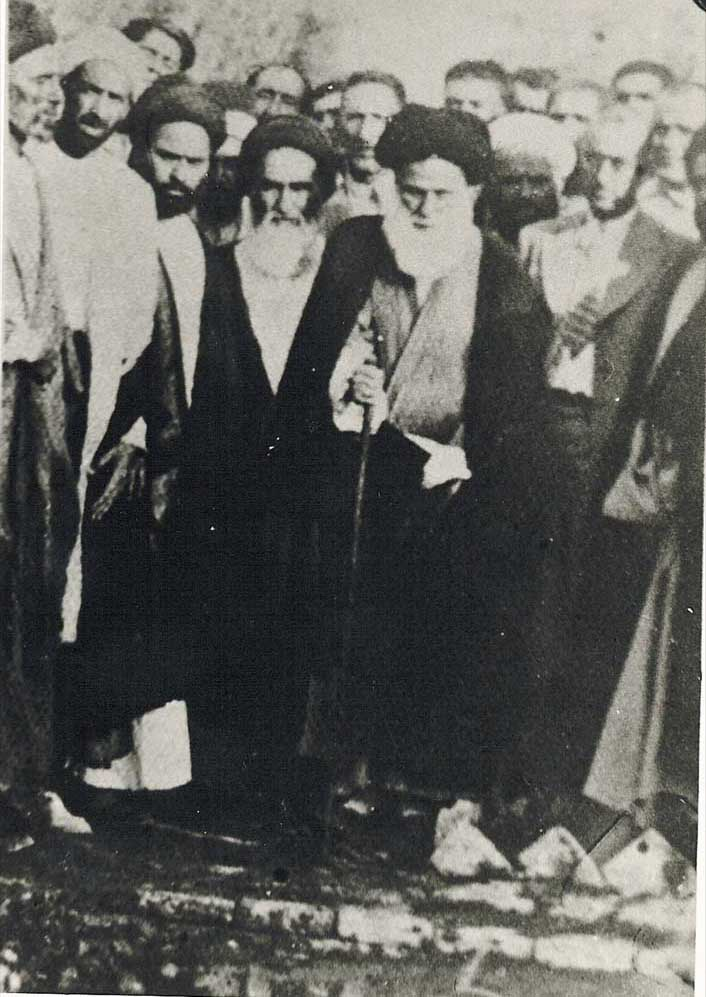
میرزا مهدی شیرازی به همراه حاج آقا حسین قمی

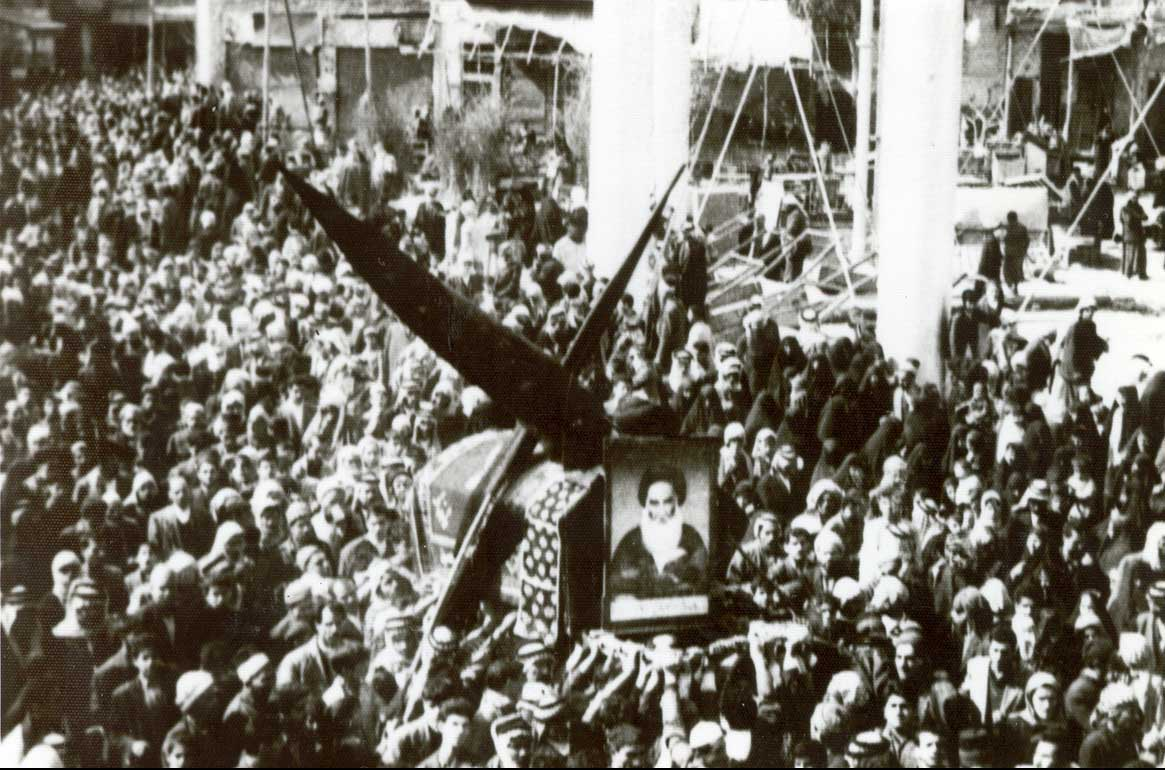
مراسم تشییع میرزا مهدی شیرازی در کربلا

میرزا سید مهدی حسینی شیرازی فرزند سید حبیب‌الله (۱۳۰۴–۱۳۸۰ قمری) از فقها و مراجع تقلید مشهور شیعه بود.
وی در سال ۱۳۰۴ قمری، در شهر کربلا متولد شد و در ۲۸ شعبان ۱۳۸۰ قمری، در همان شهر درگذشت. در کودکی پدرش میرزا حبیب اللّه را از دست داد و تحت سرپرستی مادر و برادر بزرگش سید عبداللّه قرار گرفت. نخستین مرحله تحصیلات خود را در شهر کربلا سپس سامرا و کاظمین گذراند آنگاه به نجف هجرت کرد و نزدیک ۲۰ سال در آنجا اقامت گزید. پس از آن به کربلا بازگشت و تا آخر عمر در آنجا ماند. وی پس از هجرت استادش سید حسین طباطبایی قمی، از کربلا به نجف (۱۳۶۵ قمری) وی در کربلا تدریس درس خارج را آغاز کرد و مرجعیت دینی او در کربلا بالا گرفت و در آنجا ریاست داشت. وی در نهضت‌های اجتماعی و سیاسی از جمله انقلاب معروف ۱۹۲۰ در عراق فعال بود.
از او به عنوان مرجع عام پس از سید حسین بروجردی یاد می‌شد، اما پس از مدت کمی درگذشت.

## تحصیلات
مقدمات علوم از صرف، نحو، منطق، فقه، اصول و حساب را در کربلا نزد اساتید آن شهر آموخت. آن گاه برای ادامه تحصیلات حوزوی به سامرا رفت. او در حوزه سامرا، چند سالی نزد اساتید آن جا به کسب علوم حوزوی مشغول شد و بعد از چندی به توصیهٔ استادش میرزا محمدتقی شیرازی به کاظمین رفت. بعد از آن به کربلا بازگشت و بعد از چندی برای ادامهٔ تحصیل به حوزهٔ علمیهٔ نجف رفت.

## امامت جماعت
وی علاوه بر تدریس و فعالیت‌های دیگر، امام جماعت حرم حسین بن علی را بر عهده داشت. در این نماز جمع زیادی از مردم کربلا به او اقتدا می‌کردند. امامت او در صحن برای نماز مغرب و عشاء بود. این جماعت نزدیک باب زینبیه برگزار می‌شد.

## خانواده و فرزندان
وی فرزند میرزا حبیب‌الله بن سید آقابزرگ شیرازی (آقابزرگ برادر میرزای شیرازی) از خاندان شیرازی است. همسر او نیز نوهٔ میرزای شیرازی بود.
فرزندان پسر او عبارتند از:
- سید محمد حسینی شیرازی
- سید حسن حسینی شیرازی
- سید صادق حسینی شیرازی
- سید مجتبی حسینی شیرازی

## استادان
- میرزا محمدتقی شیرازی،[۲]
- سید ابوالحسن اصفهانی
- میرزا علی آقا شیرازی
- آقا رضا همدانی صاحب «مصباح الفقیه»،
- سید محمدکاظم طباطبایی یزدی صاحب «عروة الوثقی»،
- محمدحسین نائینی
- سید حسین طباطبایی قمی

## شاگردان
- سید کاظم قزوینی حائری[۱]
- سید عبدالحسین قزوینی
- سید عبدالحسین خردمند
- شیخ محمد کرباسی[۵]
- شیخ عبدالرحیم قمی
- سید مرتضی طباطبایی
- سیدمحمدحسینی شیرازی
- سیدصادق حسینی شیرازی
- سید حسن حسینی شیرازی

## آثار[۲]
- شرحی ناتمام بر العروةالوثقی
- رساله‌هایی در مباحث اصول
- رساله ای در تجوید
- رساله ای در فقه الامام الرضا علیه السلام
- کشکول، در علوم مختلف
- الدعوات المجربات
- هدایة المستعین، در اقسام نمازهای مستحب
- رساله ای در جفر
- اجوبة المسائل الاستدلالیه و آثار چاپ شده وی عبارتند از:
- ذخیرة العباد
- ذخیرة الصلحاء
- الوجیزة
- تعلیقه ای بر العروةالوثقی
- تعلیقه ای بر وسیلةالنجاة، تألیف سید ابوالحسن اصفهانی
- بدایة الاحکام